# شهرة (محاسبة)
شهرة المحل أو السمعة الحسنة هي مفهوم محاسبي يشير إلى قيمة أصل مملوك غير ملموس لكنه له «قيمة متميزة» قابلة للقياس الكمي في الأعمال التجارية. على سبيل المثال، السمعة التي تتمتع بها الشركة بين عملائها.

## المعنى المعاصر
على سبيل المثال، يمكن أن تمتلك شركة برمجيات صافي أصول (تتكون بشكل رئيسي من معدات متنوعة، وبافتراض عدم وجود ديون) تقدر بقيمة مليون دولار أمريكي، إلا أن القيمة الإجمالية للشركة (بما في ذلك العلامة التجارية والمستهلكين ورأس المال المعرفي تقدر بعشرة ملايين دولار أمريكي. وأي شخص يرغب في شراء تلك الشركة، يجب أن يسجل في الدفاتر ما قيمته 10 ملايين دولار أمريكي من أجل الأصول الإجمالية المُسْتَحْوَذ عليها، منها مليون دولار أمريكي في شكل أصول مادية، و9 ملايين دولار أمريكي كسمعة حسنة. وفي الشركات الخاصة، لا يكون لحسن السمعة قيمة محددة بشكل مسبق قبل الحيازة، حيث يعتمد حجمها على متغيرين آخرين حسب التعريف.  وفي المقابل، تكون الشركة التي يُتَدَاوَل عليها في البورصة العامة، عرضة لعملية دائمة للتقييم السوقي، وبالتالي، فإن حسن السمعة تكون عنصرًا هامًا بصفة دائمة.
وفي حين أن الشركة يمكن أن تقوم بعمل الاستثمارات من أجل زيادة سمعتها، من خلال الإعلان أو من خلال ضمان أن تكون منتجاتها ذات مستوى جودة مرتفع، فإنه لا يمكن تسجيل تلك النفقات في الدفاتر على أنها تساهم في حسن سمعة الشركة.  وبالتالي، يوجد فاصل هنا: حيث يمكن تسجيل حسن السمعة الناجمة من عمليات الحيازة في الدفاتر، حيث إنها تشتق من السوق أو من تقييم الشراء، في حين أنه لا يمكن تسجيل الإنفاق الداخلي المشابه في الدفاتر، رغم أنه يُعْتَرَف به من خلال المستثمرين الذين يقارنون قيمة الشركة في السوق بقيمتها في الدفاتر.
هناك تمييز بين نوعين من أنواع حسن السمعة اعتمادًا على نوع الشركة التجارية: وهي حسنة السمعة المؤسسية وحسن سمعة الممارسة الاحترافية. وبالإضافة إلى ذلك، يمكن أن تعزى حسن السمعة في كيان الممارسة الاحترافية للممارسة ذاتها ولمن يمارس الجانب الاحترافي.
كما يجب أن نذكر كذلك أنه في حين أن حسن السمعة، من الناحية الفنية، عبارة عن أصل غير ملموس، إلا أن حسن السعة والأصول غير الملموسة تُسَجَّل دائماً كعناصر منفصلة في الميزانية العمومية للشركة.

## الممارسة في الولايات المتحدة

### التاريخ والشراء مقابل تجميع المصالح
في الماضي، كان يمكن أن تقوم الشركات بهيكلة العديد من معاملات الحيازة من أجل تحديد الاختيار بين أسلوبين محاسبيين لتسجيل مجموعة تجارية: محاسبة الشراء أو محاسبة تجميع المصالح. وكانت طريقة تجميع المصالح تجمع  القيمة الدفترية للأصول والالتزامات للشركتين من أجل خلق ميزانية عمومية جديدة للشركات المندمجة. وبالتالي، فإنها لم تكن تميز بين من يشتري من. كما أنها لم تكن تسجل كذلك السعر الذي يجب أن تدفعه الشركة التي تقوم بالشراء من أجل الاستحواذ. ولم تعد المبادئ المحاسبية المقبولة بصفة عامة (المعايير المحاسبية المالية (FAS) 141) في الولايات المتحدة تسمح بطريقة تجميع المصالح.

### استهلاك الدين والتعديلات التي تحدث في القيمة الدفترية
لم يعد يتم استهلاك دين السمعة الحسنة بموجب المعايير المحاسبية المقبولة بصفة عامة في الولايات المتحدة (المعايير المحاسبية المالية 142). وقد أُصْدِرَت المعايير المحاسبية المالية في يونيو من عام 2001. وقد عارضت الشركات إزالة خيار استخدام تجميع المصالح، وبالتالي، تمت إزالة استهلاك الديون من خلال مجلس معايير المحاسبة المالية كامتياز ممنوح.  ومنذ الأول من يناير عام 2005، كذلك حُظِّرَت تلك الطريقة من قبل معايير التقارير المالية الدولية. ويمكن أن تكون السمعة الحسنة حاليًا محظورة بموجب المعايير المحاسبية المقبولة بصفة عامة.
وبدلاً من خصم قيمة حسن السمعة بشكل سنوي على مدار فترة لا تتجاوز 40 عامًا، يجب على الشركات الآن تحديد  القيمة المقبولة لوحدات التقارير، باستخدام القيمة الحالية للتدفقات النقدية المستقبلية، ومقارنتها بالقيمة الدفترية لديهم (القيمة الدفترية للأصول بالإضافة إلى حسن السمعة ناقص الالتزامات). وإذا كانت القيمة المقبولة أقل من القيمة الدفترية (المحظورة)، يجب أن تُقَلَّل قيمة حسن السمعة بحيث تتساوي  القيمة المقبولة مع القيمة الدفترية.  وتُسَجَّل خسائر الحظر في عنصر سطر منفصل في بيان الدخل، ويتم تسجيل القيمة المعدلة الجديدة في الميزانية العمومية.
وعندما تتعرض الشركة لخطر الإعسار، غالبًا ما يقوم المستثمرون بخصم حسن السمعة من أي حسابات للحصص المتبقية، لأنه يحتمل ألا تكون لها قيمة إعادة بيع.